# Kängururatten
Die Kängururatten oder Taschenspringer (Dipodomys) stellen eine Gattung der Taschenmäuse (Heteromyinae) innerhalb der Nagetiere (Rodentia) dar. Sie leben vor allem in den Wüsten- und Halbwüstengebieten der südwestlichen USA und Mexikos. Ihren Namen verdanken sie ihrer Fortbewegungsweise auf zwei Beinen, die an die Kängurus erinnert. Sie dürfen jedoch nicht mit Rattenkängurus verwechselt werden.

## Merkmale
Es gibt 21 Arten der Kängururatten, deren Kopf-Rumpf-Länge zwischen 100 und 200 Millimetern schwankt, wobei der Schwanz meistens noch einmal genauso lang oder etwas länger ist. Das Gewicht variiert zwischen 35 und 180 Gramm. Das auffälligste Merkmal der Kängururatten sind die stark verlängerten und zu Sprungbeinen ausgestalteten Hinterbeine. Die meisten Kängururatten sind in ihrer Fellfarbe der Wüstenfarbe angepasst, entsprechend variiert sie zwischen einem hellen und einem dunkleren Braun, die Bauchseite ist fast immer hell. Hinzu kommen häufig weiße Streifen an den Hüften. Der Schwanz ist meist dunkel und endet in einer Quaste aus längeren Haaren.

## Lebensweise
Wie die Wüstenspringmäuse (Jaculus) in den Wüsten Afrikas und Asiens oder die Springbeutelmaus (Antechinomys) im australischen Outback sind die Kängururatten ausgesprochen gut an das Leben in der Wüste angepasst. Sie leben in tiefen Erdbauten, in denen sie vor der größten Hitze sicher sind, und brauchen nur selten Wasser. Letzteres wird durch einen effizienten Wasserstoffwechsel, durch sehr leistungsfähige Nieren sowie der Tatsache, dass durch den Stoffwechsel aus der Nahrung Wasser entsteht, ermöglicht. Durch das Kühlen der Ausatemluft wird zusätzlich Wasser im Körper zurückgehalten. Während das Tier ausatmet, wird die Luft an der weniger durchbluteten und daher kühleren Nasenschleimhaut abgekühlt. Dadurch kann die Luft weniger Feuchtigkeit halten und Wasser kondensiert. Dies wird zusätzlich als Kühlungsmechanismus genutzt. Auch die vergrößerten Hinterbeine finden sich in allen drei Gruppen und sind konvergent entwickelt worden.
Kängururatten leben von Samen, Blättern, Stammgewebe, Früchten und anderen Teilen der spärlichen Vegetation ihrer Heimat; außerdem jagen sie Insekten. Viele Arten legen sich in ihren Höhlen auch Vorratskammern für Trockenzeiten an. So wurde etwa in einem Bau der Dipodomys spectabilis (engl. Bannertail Kangaroo Rat) ein Vorrat von sechs Kilogramm Futterpflanzen gefunden. Als Taschenmäuse haben die Kängururatten große Backentaschen, in denen sie Nahrung oder Nestmaterial transportieren können. Die Entleerung der Backentaschen erfolgt über eine spezielle Muskulatur, die ein Umkrempeln und danach ein Zurückformen der „Behälter“ ermöglicht. Bei einigen Arten gibt es eine Reviermarkierung durch Kot, und alle Arten haben Duftdrüsen an den Schultern.
Einige Arten (z. B. die Fahnenschwanz-Kängururatte) haben einen circalunaren Rhythmus. Sie kommen zur Futtersuche nur bei Neumond aus ihren Bauten, um von ihren Feinden (Kojoten, Eulen), die besser bei Mondschein jagen, nicht gesehen zu werden. Dieser Rhythmus wird von November bis März eingehalten. Werden die Futterreserven in ihren Bauten knapp, beginnen die Tiere, auch bei Mondschein, später auch am Tag, Futter zu suchen.

## Systematik
Unterschieden werden meistens die folgenden 21 Arten:
- Ord-Kängururatte (Dipodomys ordii), westl. Nordamerika
- Golfküsten-Kängururatte (Dipodomys compactus), südl. Texas, nordöstl. Mexiko
- Meißelzahn-Kängururatte (Dipodomys microps), mittlerer Westen der USA
- Panamint-Kängururatte (Dipodomys panamintinus), Kalifornien, Nevada
- Stephens Kängururatte (Dipodomys stephensi), südwestl. Kalifornien
- Großohr-Kängururatte (Dipodomys elephantinus), zentrales Kalifornien
- Santa-Cruz-Kängururatte (Dipodomys venustus), westl. Kalifornien
- Pazifik-Kängururatte (Dipodomys agilis), südwestl. Kalifornien
- Heermanns Kängururatte (Dipodomys heermanni), zentrales Kalifornien
- Kalifornische Kängururatte (Dipodomys californicus), nördl. Kalifornien, Oregon
- San-Quintin-Kängururatte (Dipodomys gravipes), Niederkalifornien
- Riesen-Kängururatte (Dipodomys ingens), zentrales Kalifornien
- Fahnenschwanz-Kängururatte (Dipodomys spectabilis), Arizona, New Mexico, westl. Texas, nördl. Mexiko
- Nelsons Kängururatte (Dipodomys nelsoni), Nordzentral-Mexiko
- Texas-Kängururatte (Dipodomys elator), Texas, Oklahoma
- Phillips’ Kängururatte (Dipodomys phillipsii), Zentral-Mexiko
- Merriams Kängururatte (Dipodomys merriami), südwestl. USA, nördl. Mexiko
- San-Jose-Kängururatte (Dipodomys insularis), Isla San José (Mexiko)
- Margarita-Kängururatte (Dipodomys margaritae), Isla Santa Margarita (Mexiko)
- Fresno-Kängururatte (Dipodomys nitratoides), zentrales Kalifornien
- Wüstenkängururatte (Dipodomys deserti), südwestl. USA, nordwestl. Mexiko

## Kängururatten und Menschen
Kängururatten sind in der Regel häufig. Sie leben oft in der Nähe von Getreidefeldern und können dort einigen Schaden anrichten, doch verglichen mit manchen anderen Nagetieren ist dieser gering. Manche Arten der Kängururatten sind durch direkte oder indirekte Einflüsse des Menschen ausgestorben. Die Meißelzahn-Kängururatte und Merriams Kängururatte leben geographisch im selben Verbreitungsgebiet, aber erstere benötigt als langsamere Art Habitate mit dichtem Strauchbewuchs, während die schnellere Merriams Kängururatte offenes Gelände bewohnt. In weiten Regionen des mittleren Westens hat die Rodung des Strauchwerks zur Ausrottung der Meißelzahn-Kängururatte geführt, wohingegen Merriams Kängururatte Vorteile aus der Situation zieht und sich explosiv ausbreitet.
Die IUCN führt vier Arten als bedroht oder stark bedroht. Im Status „bedroht“ steht die San-Quintin-Kängururatte, die nur in einem kleinen Küstenstreifen Niederkaliforniens lebt und durch die landwirtschaftliche Nutzung ihres Habitats sehr selten geworden ist. Die drei folgenden Arten gelten sogar als „stark bedroht“: die Riesenkängururatte, endemisch im San Joaquin Valley Kaliforniens; die San-Jose- und die Margarita-Kängururatte, die beide auf kleinen Inseln im Golf von Kalifornien beheimatet sind.
Daneben sind die folgenden Unterarten von Kängururatten-Arten bedroht oder ausgestorben:
- Dipodomys microps russeolus, endemisch auf Dolphin Island im Großen Salzsee, starb wohl in den 1940ern bei Überschwemmungen der Insel infolge drastischer Wasserstandsschwankungen aus
- Dipodomys microps alfredi lebt oder lebte auf Gunnison Island, ebenfalls im Großen Salzsee; wahrscheinlich ebenfalls ausgestorben
- Dipodomys heermanni morroensis, beschränkt auf einen Küstenstreifen an der Morro Bay Kaliforniens, durch menschliche Besiedlung der Küste jetzt stark bedroht
- Dipodomys nitratoides nitratoides und Dipodomys nitratoides exilis sind wie die Riesenkängururatte Endemiten des San Joaquin Valley und beide stark bedroht